# Distretto di Hekimhan
Il distretto di Hekimhan (in turco Hekimhan ilçesi) è uno dei distretti della provincia di Malatya, in Turchia.